# Liechtensteiner Gitarrentage
Die Liechtensteiner Gitarrentage (ligita) sind ein einwöchiges Festival für klassische Gitarre mit Meisterkursen, Konzerten und Gitarrenwettbewerb, das seit 1992 jeweils Anfang Juli in Liechtenstein stattfindet.
1992 organisierten mit Kurt Gstöhl, Manfred Strässer, Elmar Gangl, Michael Buchrainer, Dietmar Tiefenthaler und Leon Koudelak eine Gruppe Gitarristen und lokaler Gitarrenbegeisterten die ersten Liechtensteiner Gitarrentage ligita. Für das erste Festival konnten sie Grammy-Gewinner David Russell für ein Konzert gewinnen, wodurch das Festival Bekanntheit in der Szene erhielt. Seither spielten an den Liechtensteiner Gitarrentagen Gitarristen der klassischen Gitarre, des Flamencos, Tangos und Jazz.

## Verein
Der Verein Liechtensteiner Gitarrenzirkel setzte sich zum Ziel, in Liechtenstein Kurse und Konzerte im Bereich der akustischen Gitarre anzubieten. Zudem soll regionalen Gitarristinnen und Gitarristen sowie jungen Talenten ein Auftrittsforum geboten werden. Nebst Musikerinnen und Musikern werden auch Gitarrenbauer und Komponisten gefördert. Seit 1993 finden die Liechtensteiner Gitarrentage – ligita – nun jährlich im Sommer statt. Für die ligita wurde ein neues Erscheinungsbild gestaltet. Das bereits bekannte Logo wurde jedoch beibehalten. Entstanden ist eine Bild- und Farbwelt, welche jedes Jahr ändert.